# Comarca de Conceição
A Comarca de Conceição é uma comarca de segunda entrância.
Faz parte da 6ª Região com sede no município de Conceição, no estado da Paraíba, Brasil, há 457 quilômetros da capital.
Também fazem parte dela os municípios de Ibiara, Santa Inês, Santana de Mangueira e o distrito de Cachoeirinha.
No ano de 2016, o número de eleitores inscritos na referida comarca foi de 30 537.